# Philippe Mengue
Pour les articles homonymes, voir Mengue.
Philippe Mengue, né le 6 décembre 1941 est un philosophe français. Il est spécialiste des œuvres de Sade (auquel il a consacré sa thèse) et de Gilles Deleuze.

## Biographie
Agrégé et docteur d'État en philosophie, il a enseigné à l'Université d'Aix-Marseille, et au Collège international de philosophie (CIPh). En 2008, il a rejoint l'Université populaire d'Avignon (UPA). Il coanime le Café-philo d'Apt et collabore régulièrement à la Il particolare, mais aussi à la revue Le Portique ou encore au bulletin Deleuze Studies.
Les travaux de Philippe Mengue s’inspirent principalement des œuvres de Nietzsche et de Lacan, qu’il utilise librement. Le jeu entre ces deux auteurs lui permet de questionner l’époque et les philosophies contemporaines sans appartenir à un courant prédéterminé, même si son orientation le range dans les zones d’influence de la philosophie française récente (du moins celle qui se sent redevable à l’égard d’auteurs comme Lyotard, Deleuze, Foucault, Derrida, ou Lacan).
Il est l'arrière petit fils du sculpteur Jean-Marie Mengue.

## Apport
Tout d’abord, dans L’Ordre sadien (sa thèse d’Etat de 1986, sous la direction de Jean-François Lyotard) Mengue prétend dégager l’espace épistémique des Lumières à partir du point d’accrochage que représente l’œuvre du marquis de Sade, pris toutefois dans une lecture philosophiquement sérieuse et comme représentant si l’on veut une sorte d’anti-Kant (et d’anti-Rousseau). Il ne s’agit donc ni d’une analyse littéraire, ni d’une étude psychanalytique concernant le sadisme, mais plutôt d’un essai qui vise à dégager le sol ou les fondements de la pensée de Sade et de ce qui serait au principe du sadisme (soit l’identité du désir et de la loi, comme loi de jouissance). Il montre que Sade et Kant sont en position extrême opposée dans le champ épistémique des Lumières et que le mérite de Sade est d’avoir soupçonné la possibilité d’un impératif catégorique de la nature, sous la forme d’un « Jouis, n’importe aux dépens de qui ! ». La problématique du désir et de la loi s’en trouvent renouvelée, sous l’influence, tenue en sous-main, de l’article de J. Lacan, « Kant avec Sade ». Philippe Mengue montre que tous les aspects importants de la narration sadienne sont suspendus à cet impératif, et il s’essaie à construire les concepts qui permettent de légitimer le paradoxe d’un impératif de la nature (non de la liberté ou de la moralité) et dont la radicalité ainsi que la catégoricité (et la cruauté) n’ont rien à envier à Kant.
Par la suite, les études sur Gilles Deleuze (qu’il considère comme le philosophe le plus important de la dernière modernité), vont être en partie commandées par la problématique qui précède, soit celle du désir, de son rapport à la loi et aux pouvoirs, problématique qui est aussi au centre de la pensée de Gilles Deleuze. Au-delà d’une introduction pédagogique à son œuvre (Gilles Deleuze et le système du multiple), ses études tendent à montrer que le fossé que Deleuze, associé à Guattari, aurait creusé avec la psychanalyse et Lacan à partir de L’Anti-Œdipe (1972) n’est pas si profond que Deleuze et Guattari le veulent et qu’on est tenté de le croire généralement. D’autre part, concernant la pensée politique deleuzienne, Philippe Mengue introduit un doute concernant l’existence d’une véritable politique deleuzienne. Il soutient que la pensée subversive, « révolutionnaire », de Deleuze est nécessaire à la démocratie, mais comme la pré-politique est nécessaire à la politique.  La philosophie de Gilles Deleuze, pour lui, définit principalement un nouveau style de vie (concept issu de Nietzsche et de Foucault). Un nouveau personnage philosophique apparaît, qui possède un style d’existence « révolutionnaire » tel qu’on l’entendait en mai 68. Il s’ensuit qu’à ses yeux la portée de la pensée de Deleuze est plus éthique que politique proprement dite. Elle appartient au gauchisme français post -68 qui pose que « tout est politique ». La politique ne requiert donc pas un domaine spécifique de pensée, détenant sa logique et ses règles propres. Il s’ensuit donc que l’éthique « révolutionnaire » deleuzienne en arrive le plus souvent et pour son malheur à se confondre avec une « politique » qui verse dans un « moralisme » outrancier (ce qu’aurait refusé Deleuze, disciple de Nietzsche sur ce point), propre à l’esprit contemporain prédominant, fait à la fois de compassion envers les victimes et le tiers monde, et de vision « cosmopolitique » propre aux pratiques du tourisme généralisé et aux hommes d’affaires du monde entier (le circuit de la marchandise). L’intempestif revendiqué s’est alors complètement émoussé pour se diluer dans des eaux calmes d’une correction politique qui n’arrive plus à déranger vraiment les pouvoirs institués. Philippe Mengue montre dans Deleuze et la question de la démocratie, que l’œuvre de Deleuze offre pourtant des outils féconds pour revivifier et renforcer notre conception de la démocratie libérale contre sa déchéance dans le « médiatique » et le règne omni présent de la marchandise. Cette lecture met en son centre le concept de plan d’immanence doxique qui serait le plan de pensée propre au politique (en tant que plan nécessaire à l’analyse, au sens psychanalytique, des opinions). Ce concept permet de faire ressortir la pertinence lacanienne de « trou du politique ».
Dans La Philosophie au piège de l’histoire, Philippe Mengue montre que si le concept d’histoire (comme histoire du Sens et du progrès) a été le centre fécond de toute la modernité depuis les Lumières, son retrait dégage un espace (épistémologique) entièrement nouveau. Cet espace nouveau serait caractérisé par la division et l’autonomie de domaines de pensée et d’action hétérogènes (sphère de l’éco-techno-science, sphère de la politique, sphère de l’éthique comme  mode de subjectivation ou création de styles d’existence). Ces domaines peuvent interférer mais n’entretiennent pas moins chacun une rationalité propre, spécifique, irréductible à celle des deux autres (cf. les trois ordres de Pascal). Le conflit entre ces sphères de rationalité est tragique, celui qui est propre à notre époque.
Le propos de Philippe Mengue concernant Deleuze sera largement débattu dans "Gilles Deleuze, Félix Guattari et le politique", par Manola Antonioli,Pierre-Antoine Chardel et Hervé Regnauld.
Peuple et identité, tente de penser et de réhabiliter des questions que la pensée politique et philosophique présentes considèrent comme dépassées ou pire « dangereuses ». Philippe Mengue cherche à établir les conditions qui permettraient de faire exister une politique européenne véritable. Pour lui la condition majeure en est la constitution d’un peuple européen. Or il n’y a pas de peuple européen, faute pour lui de pouvoir se narrer, de s’inventer un récit commun au-delà des « histoires » nationales. L’identité est une « ipséité » qui implique une réflexion sur soi et un récit de soi (où l’on se construit) inséparable d’une dimension imaginaire. D’où le rôle positif des mythes et des religions (distinguées de la superstition) au sein du politique, selon la leçon de Spinoza (l’athéisme de Spinoza et Nietzsche ne les empêchaient pas d’accorder aux religions une fonction positive : leçon pour la laïcité à la française). Cette narration libre, le plus souvent contrariée ou moquée pour des motifs conventionnels de correction politique est dans l’obligation de reprendre le passé (les dites « racines » toujours fantasmées) pour l’ouvrir vers l’avenir. Elle obéit donc à un mouvement de ritournelle proche de la conception deleuzienne. Oui, le peuple manque, dit Deleuze, mais c’est faute de pouvoir se narrer, ajoute Philippe Mengue, dans cet essai de réflexion qui se veut utile pour nos questions présentes, d’autant plus urgentes qu’on a d’autant plus tenté de les refouler.

## Publications
- L'Ordre sadien, Paris, Éditions Kimé, 1996.
- Deleuze et le système du multiple, Paris, Éditions Kimé, 1995.
- Deleuze et la question de la démocratie, Paris, l'Harmattan, 2003.
- La Philosophie au piège de l'histoire, Éditions de la Différence, 2004.
- Peuples et identités, Éditions de la Différence, 2008.
- Utopies et devenirs deleuziens, L'Harmattan, coll. Ouverture Philosophique, 2010, 116 p.
- Comprendre Deleuze, Max Mio Editions, 2012
- Faire l'idiot, La politique de Deleuze, Germina, 2013.
- Les contemplations de Pierre Duval, HD éditions, juin 2020